# Ilha Payer
A ilha Payer (em russo:  Остров Пайера, Ostrov Payera) é uma ilha no norte da Terra de Francisco José, no norte da Rússia (no Óblast de Arkhangelsk), com 151 km2 de área. Faz parte do sub-arquipélago da Terra de Zichy.
É assim denominada em homenagem a Julius Johannes Ludovicus von Payer, explorador ártico e artista austro-húngaro, líder da Expedição austro-húngara ao Polo Norte.